# Bedana
Bedana is een bestuurslaag in het regentschap Banjarnegara van de provincie Midden-Java, Indonesië. Bedana telt 1492 inwoners (volkstelling 2010).